# Fed Cup 2018 Wereldgroep I
De Fed Cup 2018 Wereldgroep I is het hoogste niveau van de Fed Cup 2018.

## Deelnemers
Acht landen namen deel aan Wereldgroep I:
| geplaatst | geplaatst        | geplaatst | ongeplaatst (geloot) | ongeplaatst (geloot)                                                                               |
| nr.       | land             | speelsters | land                 | speelsters                                                                                         |
| --------- | ---------------- | --- | -------------------- | -------------------------------------------------------------------------------------------------- |
| 1.        | Wit-Rusland      | Vera Lapko Lidzija Marozava Aryna Sabalenka Aljaksandra Sasnovitsj | Duitsland            | Anna-Lena Friedsam Julia Görges Anna-Lena Grönefeld Angelique Kerber Antonia Lottner Tatjana Maria |
| 2.        | Verenigde Staten | Danielle Collins Lauren Davis Sofia Kenin Madison Keys Bethanie Mattek-Sands Nicole Melichar Alison Riske Sloane Stephens Coco Vandeweghe Serena Williams Venus Williams | Nederland            | Richèl Hogenkamp Lesley Kerkhove Arantxa Rus Demi Schuurs                                          |
| 3.        | Tsjechië         | Barbora Krejčíková Petra Kvitová Karolína Plíšková Lucie Šafářová Kateřina Siniaková Barbora Strýcová                                                                    | Zwitserland          | Timea Bacsinszky Belinda Bencic Viktorija Golubic Jil Teichmann                                    |
| 4.        | Frankrijk        | Amandine Hesse Kristina Mladenovic Pauline Parmentier | België               | Ysaline Bonaventure Kirsten Flipkens Elise Mertens Alison Van Uytvanck                             |

## Reglement
Het ITF Fed Cup comité bepaalt welke vier landen geplaatst worden. De winnaar van vorig jaar wordt het eerste reekshoofd; de finaleverliezer het tweede. Het derde en het vierde reekshoofd worden vastgesteld aan de hand van de ITF Fed Cup Nations Ranking. De tegenstanders van de geplaatste landen worden door loting bepaald. Welk land thuis speelt, hangt af van hun vorige ontmoeting (om de andere), dan wel wordt door loting bepaald als zij niet eerder tegen elkaar speelden. Een landenwedstrijd bestaat uit (maximaal) vijf "rubbers": vier enkelspelpartijen en een dubbelspelpartij. Het land dat drie "rubbers" wint, is de winnaar van de landenwedstrijd.
De vier landen die in de eerste ronde winnen, strijden via een halve finale en de finale om de titel.
De vier landen die in de eerste ronde verliezen, krijgen een kans om zich te behoeden voor degradatie naar Wereldgroep II. Zij doen dat door deel te nemen aan de Wereldgroep I play-offs.

## Toernooischema
|  | eerste ronde 10 en 11 februari       | eerste ronde 10 en 11 februari   |                            |   | halve finale 21 en 22 april | halve finale 21 en 22 april |  |  | finale 10 en 11 november | finale 10 en 11 november |
|  |                                      |                                  |                            |   |                             |                             |  |  |                          |                          |
|  |                                      |                                  |                            |   |                             |                             |  |  |                          |                          |
|  | Minsk (hardcourt, binnen)            |                                  |                            |   |                             |                             |  |  |                          |                          |
|  |                                      |                                  |                            |   |                             |                             |  |  |                          |                          |
|  | Wit-Rusland (1)                      | 2                                |                            |   |                             |                             |  |  |                          |                          |
|  | Wit-Rusland (1)                      | 2                                | Stuttgart (gravel, binnen) |   |                             |                             |  |  |                          |                          |
|  | Duitsland                            | 3                                |                            |   |                             |                             |  |  |                          |                          |
|  | Duitsland                            | 3                                | Duitsland                  | 1 |                             |                             |  |  |                          |                          |
|  | Praag (hardcourt, binnen)            |                                  | Duitsland                  | 1 |                             |                             |  |  |                          |                          |
|  |                                      | Tsjechië (3)                     | 4                          |   |                             |                             |  |  |                          |                          |
|  | Tsjechië (3)                         | Tsjechië (3)                     | 4                          | 3 |                             |                             |  |  |                          |                          |
|  | Tsjechië (3)                         |                                  | Praag (hardcourt, binnen)  | 3 |                             |                             |  |  |                          |                          |
|  | Zwitserland                          | 1                                |                            |   |                             |                             |  |  |                          |                          |
|  | Zwitserland                          | 1                                | Tsjechië (3)               | 3 |                             |                             |  |  |                          |                          |
|  | La Roche-sur-Yon (hardcourt, binnen) |                                  | Tsjechië (3)               | 3 |                             |                             |  |  |                          |                          |
|  |                                      | Verenigde Staten (2)             | 0                          |   |                             |                             |  |  |                          |                          |
|  | Frankrijk (4)                        | Verenigde Staten (2)             | 0                          | 3 |                             |                             |  |  |                          |                          |
|  | Frankrijk (4)                        | Aix-en-Provence (gravel, binnen) |                            | 3 |                             |                             |  |  |                          |                          |
|  | België                               | 2                                |                            |   |                             |                             |  |  |                          |                          |
|  | België                               | 2                                | Frankrijk (4)              | 2 |                             |                             |  |  |                          |                          |
|  | Asheville (hardcourt, binnen)        |                                  | Frankrijk (4)              | 2 |                             |                             |  |  |                          |                          |
|  |                                      | Verenigde Staten (2)             | 3                          |   |                             |                             |  |  |                          |                          |
|  | Verenigde Staten (2)                 | Verenigde Staten (2)             | 3                          | 3 |                             |                             |  |  |                          |                          |
|  | Verenigde Staten (2)                 |                                  |                            | 3 |                             |                             |  |  |                          |                          |
|  | Nederland                            | 1                                |                            |   |                             |                             |  |  |                          |                          |
|  | Nederland                            | 1                                |                            |   |                             |                             |  |  |                          |                          |

Eerstgenoemd team speelde thuis.

### Resultaat
- Het toernooi werd gewonnen door Tsjechië, dat in de finale titelverdediger Verenigde Staten versloeg met 3–0. Kateřina Siniaková sleepte twee van de drie punten binnen, waarvan een tijdens een enerverende, 3u44min durende driesetter tegen Fed Cup-debutante Sofia Kenin. Het derde punt voor Tsjechië was al op zaterdag gescoord door Barbora Strýcová, eveneens in een driesetter tegen Kenin.
- Duitsland, Frankrijk, Tsjechië en de Verenigde Staten mogen ook het volgend jaar meedoen met Wereldgroep I.
- België, Nederland, Wit-Rusland en Zwitserland gingen naar de Wereldgroep I play-offs.